# ماركو راموس (لاعب كرة سلة)
ماركو راموس (بالإسبانية: Marco Ramos)‏ (26 فبراير 1987 في المكسيك - ) هو لاعب كرة سلة مكسيكي في مركز هجوم صغير الجسم، شارك في بطولة أمم الأمريكتين لكرة السلة 2015 ودورة الألعاب الأمريكية 2015 وبطولة كأس العالم لكرة السلة 2014. ولعب مع Halcones Rojos Veracruz ‏.

## وصلات خارجية
- ماركو راموس على موقع الاتحاد الدولي لكرة السلة (الإنجليزية)
- ماركو راموس على موقع كرة السلة الأوروبية.كوم (الإنجليزية)
- ماركو راموس على موقع كلية كرة السلة في سبورتس رفرنس.كوم (الإنجليزية)
- ماركو راموس على موقع ريلجم (الإنجليزية)
- ماركو راموس على موقع بروبوليرز (الإنجليزية)
- ماركو راموس على موقع سبورتس رفرنس (الإنجليزية)